# Coenocorypha
Coenocorypha Gray, 1855 è un piccolo genere di uccelli della famiglia Scolopacidae.

## Tassonomia
Comprende tre specie esistenti e due estinte:
- Coenocorypha pusilla (Buller, 1869) - beccacino delle Chatam
- Coenocorypha barrierensis †  Oliver, 1955 - beccacino dell'isola del Nord[2]
- Coenocorypha iredalei † Rothschild, 1921 - beccacino dell'isola del Sud[2]
- Coenocorypha huegeli  (Tristram, 1893) - beccacino delle Snares
- Coenocorypha aucklandica  (G.R.Gray, 1845) - beccacino subantartico